# Paragnetina esquiroli
Paragnetina esquiroli är en bäcksländeart som beskrevs av Navás 1926. Paragnetina esquiroli ingår i släktet Paragnetina och familjen jättebäcksländor. Inga underarter finns listade i Catalogue of Life.